# Mouton de Saas
Le mouton de Saas (en allemand : Saaser Mutte) est une race ovine originaire de Suisse, plus précisément de la vallée de Saas et des environs du Simplon. Race en danger, elle est suivie par la fondation suisse Pro Specie Rara.

## Histoire
Le mouton de Saas descend du mouton bergamasque qui a donné ce type dans les vallées reculées du Haut-Valais où il a été élevé en circuit fermé sans croisement avec les races locales. Il est plus coloré que le bergamasque. Il n'existait en 2017 plus que 500 individus en Valais.

## Description
Le mouton de Saas est facilement reconnaissable par ses longues oreilles pendantes et son museau fortement busqué. La majorité des moutons de Saas sont de couleur blanche, mais un tiers d'entre eux sont pie (noir et blanc ou noir et rouge) ou bruns. Ils sont sans cornes et de grande taille : la brebis mesure 80 cm au garrot en moyenne, pour 80 kg, et le bélier, 85 cm pour 100 kg. Il est élevé pour sa chair car sa laine est plutôt légère.
C'est un mouton de grande longévité qui se satisfait de conditions rudes.